# Inkrustacja (botanika)
Inkrustacja – proces odkładania się niektórych substancji w szkielecie celulozowym ściany komórkowej roślin. Do substancji tych należy m.in. lignina (drewnienie), garbniki, żywice, olejki eteryczne, białka i niektóre związki mineralne, jak węglan wapnia, krzemionka (mineralizacja). Obecność ligniny w ścianie powoduje jej silne stwardnienie i znaczne zmniejszenie zawartości wody. Ściana staje się słabo przepuszczalna dla wody i powietrza (co często jest przyczyną śmierci protoplastu), równocześnie roślina nabiera sztywności i mechanicznej odporności.